# Júlio César de Noronha
Júlio César de Noronha (Rio de Janeiro, 26 de janeiro de 1845 — Rio de Janeiro, 11 de setembro de 1923) foi um militar da Marinha do Brasil, arma da qual foi ministro de 1902 a 1906.
Era tio de um dos governantes da Junta Governativa Provisória de 1930, Isaías de Noronha, que também era da marinha brasileira.
O almirante Júlio César de Noronha era esposo de Nerêa Acosta de Noronha, pai do almirante Sílvio de Noronha que também foi ministro da Marinha. Era tio do almirante Isaías de Noronha que também foi ministro da Marinha e membro da junta governativa provisória de 1930.
Foi o comandante da primeira circum-navegação sob bandeira brasileira e a primeira tentativa de projeção de poder naval nacional, realizada entre 19 de novembro de 1879 e 21 de janeiro de 1881, liderando a corveta "Vital de Oliveira".